# Getreidespeicher (Weimar)
In der Eduard-Rosenthal-Straße (ehemals Harthstraße) in Weimar befand sich der größte Getreidespeicher der Stadt, der nördlich der ehemaligen Polizeikaserne (dem späteren Hufeland-Krankenhaus, heute Eduard-Rosenthal-Straße 70, die etwa zeitgleich entstand) und südlich des heutigen Eisenbahnmuseums Weimar stand.

## Geschichte und Architektur
Der Getreidespeicher wurde ab November 1938 auf Veranlassung von Hermann Göring binnen kürzester Zeit errichtet, wahrscheinlich nach einem Entwurf von Rudolf Rogler. Rogler wiederum war der „Beauftragte für die Baugestaltung im Gau Thüringen“. Es handelte sich um den ersten reichseigenen Getreidespeicher in Weimar.
Ausgeführt wurde der Speicher als siebengeschossiger Walmdachbau mit einem erhöhten Mittelrisaliten. Sein Fassungsvermögen lag bei 10.000 Tonnen. Das Gebäude besaß einen Gleisanschluss. Das Gebäude war noch 1997 vorhanden, ist aber heute nicht mehr existent.
In Weimar war er nicht der älteste Speicher; das ist der Alte Speicher in der Rießnerstraße. Ein weiterer Getreidespeicher in Weimar ist der der Fa. Nützel-Mühlen in der Nordstraße, ehemals BayWa. Der Getreidespeicher stammt aus der DDR-Zeit.